# کلی لاو
کلی لاو (انگلیسی: Kelley Law؛ زادهٔ ۱۱ ژانویهٔ ۱۹۶۶) از برندگان مدال‌های بازی‌های المپیک زمستانی ورزشکار کرلینگ اهل کانادا است.

## حرفه
لاو برای کسب مدال برنز در المپیک زمستانی 2002 در سالت لیک سیتی، یوتا برای کانادا، [1] با تیم خود متشکل از جولی اسکینر (سوم)، جورجینا ویتکرافت (دوم) و دایان نلسون (سرب) قابل توجه است . او رکورد 8-1 در مرحله پلی آف داشت اما در نیمه نهایی به رونا مارتین از بریتانیای کبیر که در نهایت مدعی طلا شد، شکست خورد. کلی برای کسب مدال برنز ، کاری اریکسون از ایالات متحده را شکست داد. لاو همچنین برنده مسابقات اسکات در سال 2000 شدکه او را به مسابقات قهرمانی جهانی آن سال رساند که او نیز قهرمان شد. سال بعد او در مسابقات اسکات در سال 2001 نایب قهرمان شد و در فینال به کولین جونز از نوا اسکوشیا باخت . لاو چند سال از کرلینگ فاصله گرفت و تیمش از هم جدا شد و ویتکرافت از تیم خودش به مسابقات اسکات در سال 2004 رفت . ویتکرافت سپس از فصل 06-2005 با جنیفر جونز بازی کرد تا اینکه در سال 2006 به بازی با لاو بازگشت.
لاو در سال 2006 از وقفه ای که شامل بچه دار شدن و تبدیل شدن به یک مشاور املاک معتبر برای RE/MAX بود، بازگشت . در سال 2007، لاو راه خود را به مسابقات قهرمانی کشور بازگرداند، که اکنون پس از قهرمانی در مسابقات استانی BC در 28 ژانویه 2007 با تیم جدیدش، به آن مسابقات Scotties of Hearts می گویند. در مسابقات اسکاتی ها در سال 2007 ، لاو با رکورد 5-6 به پایان رسید.
لاو تصمیم گرفته است فصل 2007-2008 را به دلیل تعهدات کاری خود تعطیل کند. در نتیجه تیم او از هم جدا شده است. سومین نفر سابق او، جورجینا ویتکرافت و دارا پروونچال، رهبر اصلی او، برای تشکیل یک تیم جدید به کولین جونز پیوستند.